# Ceng Ťin-jen
Ceng Ťin-jen (Zeng Jinyan, čínsky 曾金燕) (9. října, 1983) je čínská bloggerka a aktivistka bojující za lidská práva. Je manželkou disidenta Chu Ťia, který se rovněž angažuje na poli ochrany lidských práv a životního prostředí v Číně.
Ceng Ťin-jen byla od roku 2006 po většinu času v domácím vězení. Její blog na adrese http://www.zonaeuropa.com/20060725_2.htm se stal svědectvím o životě v izolaci, pod trvalým dohledem policie.
Ceng Ťin-jen s manželem natočili o sedmi měsících svého domácího vězení (od srpna 2006 do března 2007) dokumentární film Vězni Města svobody (Prisoners of Freedom City). V roce 2007 byl její manžel zatčen a o rok později odsouzen na tři a půl roku. Ceng Ťin-jen s malou dcerou zůstala v domácím vězení.
Ceng Ťin-jen je jednou ze tří žen, které účinkují ve filmu Zakázané hlasy: Jak zahájit revoluci laptopem (Forbidden Voices. How to Start a Revolution with a Laptop) švýcarské režisérky Barbary Miller. Tyto ženy, mezi nimiž je také Yoani Sánchez, se pomocí blogů a sociálních sítí snaží šířit informace ze svých zemí ovládaných autoritářskými režimy, a bojují tak za ženská práva nebo lidská práva obecně. Film byl v roce 2013 promítán v rámci festivalu Jeden svět v Praze.